# Kypello Ellados 1983-1984
La Coppa di Grecia 1983-1984 è stata la 42ª edizione del torneo. La competizione è terminata il 6 giugno 1984. Il Panathīnaïkos ha vinto il trofeo per l'ottava volta, battendo in finale il Larissa.

## Primo turno
| Squadra 1          | Risultato         | Squadra 2            |
| ------------------ | ----------------- | -------------------- |
| Levadeiakos        | 1 – 0             | Panaigialeios        |
| Kallithea          | 2 – 0             | Eolikos Mytilenes    |
| Proodeftikī        | 0 – 1             | PAOK                 |
| Nikī Volo          | 3 – 1             | Trikala              |
| Thriamvos          | 2 – 0             | Eordaikos            |
| Larissa            | 2 – 0 (dts)       | Kozani               |
| Edessaïkos         | 1 – 2             | Paniōnios            |
| Atromītos          | 4 – 1             | Acharnaïkos          |
| Aspis Xanthi       | 1 – 0 (dts)       | Anagennīsī Epanomī   |
| Thiva              | 2 – 0             | Lamia                |
| Arīs Salonicco     | 4 – 1             | Toxotis Volos        |
| Irodotos           | 0 – 1             | Apollōn Smyrnīs      |
| Makedonikos        | 3 – 0             | Kastoria             |
| Panachaïkī         | 2 – 1 (dts)       | Panelefsiniakos      |
| Egaleo             | 1 – 0             | Anagennīsī Karditsa  |
| Panathīnaïkos      | 5 – 0             | Almopos Arideas      |
| Pontii Kozani      | 1 – 2             | Pierikos             |
| Pannafpliakos      | 0 – 3 (dts)       | Panserraïkos         |
| Kavala             | 6 – 2             | Florina              |
| Nikea              | 2 – 2 (4 – 5 dtr) | Skoda Xanthi         |
| Naoussa            | 1 – 0             | Fostiras             |
| Panīleiakos        | 2 – 1             | Neapoli Pireo        |
| Īlisiakos          | 0 – 2             | PAS Giannina         |
| Korinthos          | 0 – 1 (dts)       | Acaia                |
| AO Chania          | 3 – 2             | Ethnikos Asteras     |
| Īraklīs            | 4 – 1             | Doxa Dramas          |
| Ethnikos Pireo     | 4 – 0             | Athīnaïkos           |
| Anagennisi Arta    | 2 – 1             | Agrotikos Asteras    |
| Langada            | 1 – 2 (dts)       | GAS Veria            |
| Diagoras           | 0 – 0 (4 – 5 dtr) | AEK Atene            |
| Vyzas              | 3 – 2             | Panaitōlikos         |
| Olympiakos Volos   | 1 – 2             | Anagennīsī Giannitsa |
| Panthrakikos       | 1 – 0             | Odysseas Kordelio    |
| Kilkisiakos        | 2 – 0             | Alexandroupoli       |
| Chalkis            | 0 – 2             | OFI Creta            |
| Olympiacos         | 6 – 0             | Polykastro           |
| Ionikos            | 1 – 0 (dts)       | Rodos                |
| Apollōn Kalamarias | 3 – 0             | Atromitos Pireo      |

## Turno addizionale
| Squadra 1            | Risultato | Squadra 2   |
| -------------------- | --------- | ----------- |
| Kavala               | 2 – 0     | AO Chania   |
| Panathīnaïkos        | 2 – 0     | Thiva       |
| Anagennīsī Giannitsa | 0 – 2     | AEK Atene   |
| Paniōnios            | 3 – 0     | Levadeiakos |
| Apollōn Kalamarias   | 1 – 0     | Panachaïkī  |
| Skoda Xanthi         | 2 – 0     | Pierikos    |

## Sedicesimi di finale
| Squadra 1       | Totale      | Squadra 2          | Andata | Ritorno |
| --------------- | ----------- | ------------------ | ------ | ------- |
| Olympiacos      | 6 - 2       | Apollōn Kalamarias | 4 – 1  | 2 - 1   |
| Larissa         | 10 - 1      | Acaia              | 10 – 0 | 0 - 1   |
| Nikī Volo       | 2 - 6       | PAOK               | 2 – 2  | 0 - 4   |
| Vyzas           | 2 - 3       | Egaleo             | 0 – 0  | 2 - 3   |
| Panthrakikos    | 1 - 2       | Kallithea          | 0 – 0  | 1 - 2   |
| Thriamvos       | 2 - 3       | Panserraïkos       | 1 – 1  | 1 - 2   |
| Atromītos       | 1 - 3       | Kavala             | 0 – 0  | 1 - 3   |
| Kilkisiakos     | 2 - 6       | Īraklīs            | 1 – 2  | 1 - 4   |
| GAS Veria       | 1 - 2       | Anagennisi Arta    | 1 – 1  | 0 - 1   |
| Arīs Salonicco  | 2 - 2 (gfc) | OFI Creta          | 0 – 0  | 2 - 2   |
| Panīleiakos     | 0 - 6       | Panathīnaïkos      | 0 – 5  | 0 - 1   |
| Aspis Xanthi    | 2 - 3       | Makedonikos        | 2 – 0  | 0 - 3   |
| Apollōn Smyrnīs | 0 - 3       | AEK Atene          | 0 – 1  | 0 - 2   |
| Skoda Xanthi    | 1 - 3       | Ionikos            | 1 – 2  | 0 - 1   |
| Naoussa         | 0 - 4       | Paniōnios          | 0 – 1  | 0 - 3   |
| Ethnikos Pireo  | 5 - 0       | PAS Giannina       | 4 – 0  | 1 - 0   |

## Ottavi di finale
| Squadra 1       | Totale      | Squadra 2      | Andata | Ritorno |
| --------------- | ----------- | -------------- | ------ | ------- |
| Paniōnios       | 4 - 1       | Ionikos        | 1 – 0  | 3 - 1   |
| AEK Atene       | 1 - 2       | Larissa        | 0 – 1  | 1 - 1   |
| Kavala          | 5 - 2       | Panserraïkos   | 2 – 0  | 3 - 2   |
| Anagennisi Arta | 1 - 4       | PAOK           | 1 – 1  | 0 - 3   |
| Panathīnaïkos   | 1 - 0       | Kallithea      | 0 – 0  | 1 - 0   |
| Īraklīs         | 4 - 4 (gfc) | Arīs Salonicco | 3 – 0  | 1 - 4   |
| Makedonikos     | 3 - 4       | Egaleo         | 2 – 1  | 1 - 3   |
| Ethnikos Pireo  | 1 - 1 (gfc) | Olympiacos     | 0 – 0  | 1 - 1   |

## Quarti di finale
| Squadra 1      | Totale | Squadra 2     | Andata | Ritorno |
| -------------- | ------ | ------------- | ------ | ------- |
| Ethnikos Pireo | 0 - 4  | Panathīnaïkos | 0 – 2  | 0 - 2   |
| Larissa        | 3 - 0  | Kavala        | 3 – 0  | 0 - 0   |
| PAOK           | 1 - 4  | Īraklīs       | 0 – 0  | 1 - 4   |
| Egaleo         | 1 - 0  | Paniōnios     | 1 – 0  | 0 - 0   |

## Semifinali
| Squadra 1 | Totale | Squadra 2     | Andata | Ritorno |
| --------- | ------ | ------------- | ------ | ------- |
| Larissa   | 1 - 0  | Īraklīs       | 1 – 0  | 0 - 0   |
| Egaleo    | 0 - 7  | Panathīnaïkos | 0 – 3  | 0 - 4   |

## Finale
| Arbitro: | Makis Germanakos (Atene) |

|                             |           |  |
| Dimopoulos 18’ Antoniou 39’ | Marcatori |  |